# Aigle Noir Makamba
Der Aigle Noir Club Sportif de Makamba, auch als Aigle Noir Makamba bekannt, ist ein 2009 gegründeter burundischer Fußballverein mit Sitz in der Stadt Makamba. Aktuell spielt der Verein in der ersten Liga, der Ligue A.

## Geschichte
Der Verein wurde 2009 gegründet. Bisher gewann der Verein einmal die Meisterschaft, zweimal den Pokal sowie einmal den Supercup.

## Erfolge
- Burundischer Meister: 2019,  2024/25
- Burundischer Pokalsieger: 2019, 2023
- Burundischer Supercupsieger: 2019

## Stadion
Der Verein trägt seine Heimspiele im Stade Nkurunziza Peace Park Complex in Makamba aus. Das Stadion hat ein Fassungsvermögen von 35.000 Personen.

## Trainer
| Trainer      | Nation  | von          | bis           |
| ------------ | ------- | ------------ | ------------- |
| Albert Samsó | Spanien | 1. Juni 2022 | 30. Juni 2023 |